# Wheatley (South Yorkshire)
Wheatley – dzielnica miasta Doncaster, w Anglii, w South Yorkshire, w dystrykcie metropolitalnym Doncaster. W 2011 roku dzielnica liczyła 14 742 mieszkańców. Wheatley jest wspomniana w Domesday Book (1086) jako Watelag/Watelage.